# Bacchisa gigantea
Bacchisa gigantea är en skalbaggsart som beskrevs av Stefan von Breuning 1959. Bacchisa gigantea ingår i släktet Bacchisa och familjen långhorningar. Inga underarter finns listade.